# محمد جوده
محمد جوده (عربی: محمد جودة؛ زادهٔ ۱۵ اوت ۱۹۷۹) ورزشکار فوتبال اهل مصر است.
از باشگاه‌هایی که در آن بازی کرده‌است می‌توان به باشگاه ورزشی الاهلی مصر، باشگاه فوتبال آنکاراگوچو، باشگاه فوتبال الاتحاد، باشگاه فوتبال المصری، باشگاه فوتبال الانتاج الحربی، و تیم ملی فوتبال مصر اشاره کرد.
وی همچنین در تیم ملی فوتبال مصر بازی کرده‌است.